# (2108) Otto Schmidt

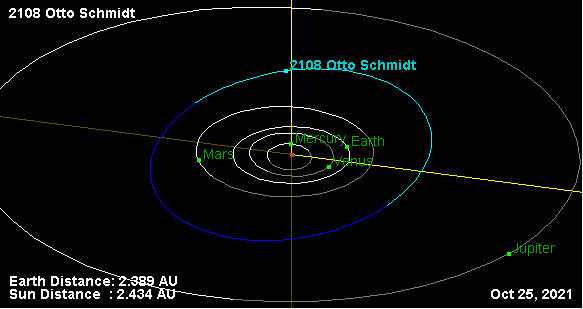
Orbite de l'astéroïde.

(2108) Otto Schmidt est un astéroïde de la ceinture principale.

## Description
(2108) Otto Schmidt est un astéroïde de la ceinture principale. Il fut découvert le 4 octobre 1948 à Simeis par Pelagueïa Shajn. Il présente une orbite caractérisée par un demi-grand axe de 2,44 UA, une excentricité de 0,01 et une inclinaison de 10,8° par rapport à l'écliptique.

## Nom
(2108) Otto Schmidt fut nommé en mémoire d'Otto Schmidt (1891-1956), scientifique soviétique, Otto Schmidt était un illustre astronome, géophysicien, mathématicien et célèbre explorateur de l'Arctique. Otto Schmidt était aussi académicien, député au Soviet suprême de l'Union soviétique et il reçut le titre de héros de l'Union soviétique. La citation de nommage lui rendant hommage, publiée le 1er juin 1980, mentionne : 

« Nommé en mémoire d'Otto Ioulievitch Schmidt (1891-1956), un scientifique soviétique de premier plan, réputé pour ses recherches en mathématiques, astronomie et géophysique. Il a également été un chercheur exceptionnel de l'Arctique, académicien et homme d'État. Ses théories cosmogoniques ont largement contribué à l'évolution des concepts sur la formation de la Terre et d'autres planètes. »

— Minor Planet Circular 5359

## Compléments